# وحدة التحكم في المحرك

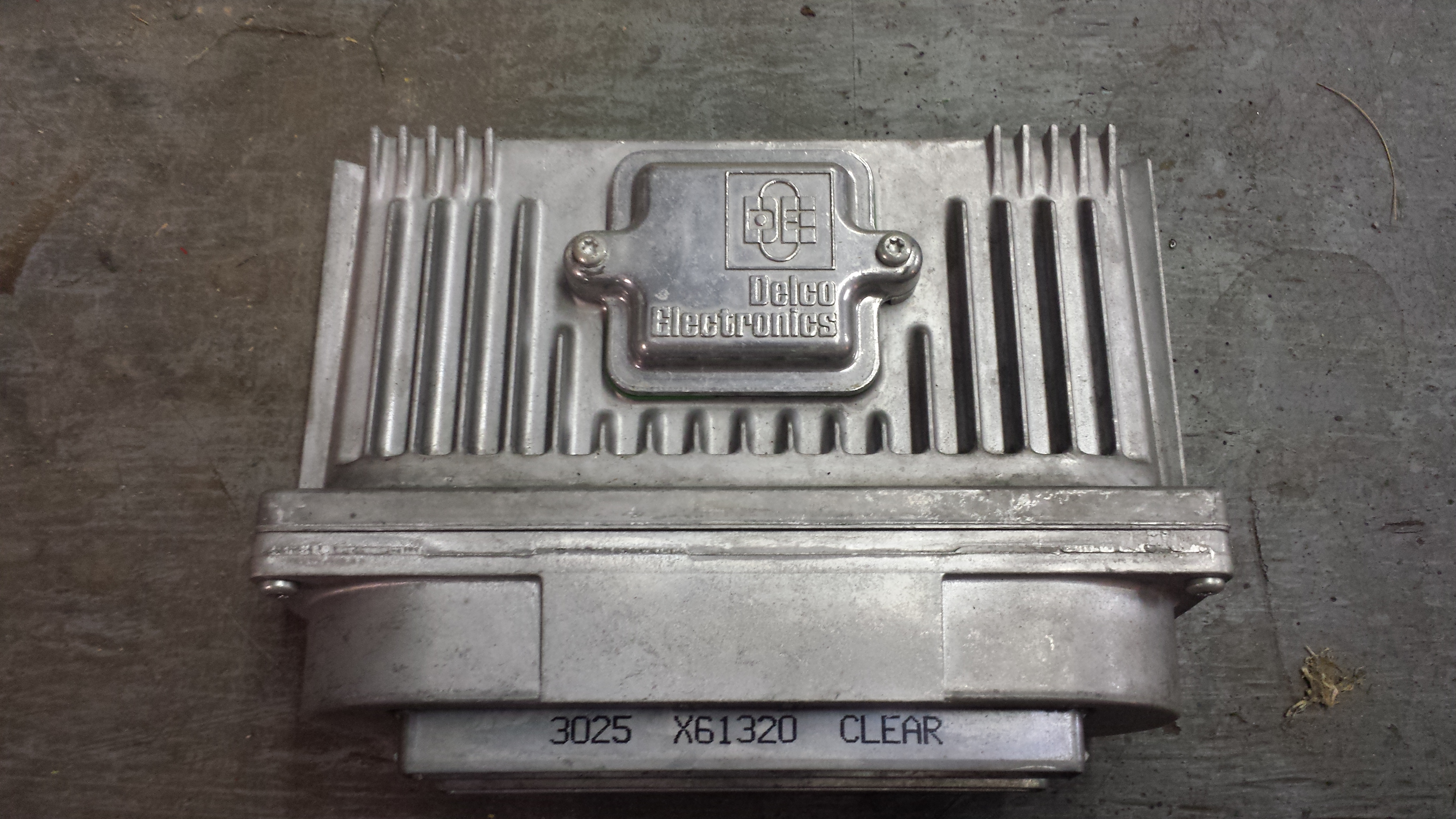

كانت السيارات في الماضي تستخدم نظام مبسط جداً في تنظيم الاحتراق في المحرك، وكانت هناك معاناة من موضوع عدم أداء المحرك بالشكل المطلوب، وعدم توافر القدرة على تنظيم الوقود للمحرك بشكل ينضمن للسائق أعلى أداء، وأقل استهلاك للوقود، وتلوث عالي للبيئة ناتج عن أول أكسيد الكربون المبنعث من المحرك ؛ نتيجة عدم توفر تقنيات متقدمة لتنظيم، وفلترة هذا الغاز حتى كان كمبيوتر السيّارة

## حساس السرعة للمحرك
يعمل حساس السرعة في السيارة لقياس سرعة المحرك وكم دورة يدور في الدقيقة ليعلم كمبيوتر السيارة كم سرعة المحرك ليتسنى للكمبيوتر ضخ كمية البنزين والهواء للمحرك بما يتناسب مع سرعة المحرك ووضعية الغيار المناسب لمبدل السرعة ونسبة خلط البنزين مع الهواء هي 1 جزء بنزين و14 جزء من الهواء.

## نظام مضخة البنزين
يتحكم كمبيوتر السيارة في مضخة البنزين في السيارة بما يتناسب مع وضع المحرك إذا كان يعمل المحرك أو لا فإذا كان المحرك لا يعمل فيقوم الكمبيوتر بفصل التيار الكهربائي عن مضخة البنزين وفي حالات أخرى إذا كانت السيارة تستخدم نظام حماية التعرف على المفتاح وكان المفتاح لا يعمل بالشكل المطلوب فيقوم كمبيوتر السيارة بفصل التيار الكهربائي عن مضخة البنزين لكي يوقف عمل المحرك وهذا ما لم نعهده في الأنظمة القديمة للسيارات، والان أصبحت السيارات الحديثه مزوده بانظمه إلكترونية متكامله تتحكم بكل اجزاء السيارة ومن هنا أصبحت الشركات المنصعه تعتمد على اجهزه الكمبيوتر لكشف الاعطال واعاده برمجه
الانظمه بالكامل عن طريق برامج خاصه لكل سيارة

## حساس الضغط في المحرك
وهو حساس يقوم يقراءة ضغط كل غرفة احتراق على حده ليتسنى لكمبيوتر السيارة قراءة قوة ضغط المحرك لينظم البنزين والهواء المحقون داخل غرفة الاحتراق .

## حساس المقارنة للحظات الأولى في تشغيل المحرك وهو بارد
هو حساس يقوم بإعطاء كمبيوتر السيارة عن درحة حرارة المحرك في اللحظات الأولى من التشغيل والذي ينتهي عمله بعد دقائق معدودة من تشغيل المحرك ليتسنى للمعدن التقلص والتمدد لكي يعطي أعلى أداء كما هو مصمم.

## حساس درجة الحرارة
إمداد الكمبيوتر بأشاره كهربيه تدل على درجة حرارة المحرك .